# Wolfgang Söring
Wolfgang Söring (* 8. Juni 1943 in Wien) ist ein Hamburger Pianist und Komponist, der mit Vertonungen von Literatur für Kinder hervortrat.
Söring erhielt seine Ausbildung zum Pianisten in Deutschland und Belgien. Erst in den 1970er Jahren begann er seine Kompositionstätigkeit, zunächst mit Bühnen- und Hörspielmusikern und Vertonungen von Kinderbüchern. Hierbei fand er von Sergej Prokofjew inspiriert einen eigenen Weg des Musiktheaters für Kinder. So komponierte er für das Hamburger Theater für Kinder erfolgreiche Märchenopern nach den Gebrüdern Grimm, von denen die Bremer Stadtmusikanten (1978) und Rumpelstilzchen (1982) später auch auf MC und CD erschienen, vertonte Jörg Müllers Bildermappe Alle Jahre wieder saust der Presslufthammer nieder (1976) für die Schallplatte. In den letzten Jahren komponierte Söring dann vermehrt Kammermusik und Solostücke für Klavier.
Söring unterrichtete bis zu seiner Pensionierung Klavier an der Hochschule für Musik und Theater Hamburg.